# Sphaerodes
Sphaerodes is een geslacht van kevers uit de familie van de loopkevers (Carabidae). De wetenschappelijke naam van het geslacht is voor het eerst geldig gepubliceerd in 1886 door Bates.

## Soorten
Het geslacht Sphaerodes omvat de volgende soorten:
- Sphaerodes camerunus Basilewsky, 1951
- Sphaerodes gracilior Alluaud, 1917
- Sphaerodes impunctatus Bates, 1886
- Sphaerodes striatus (Dejean, 1831)